# Герб Петрового (смт)
Ге́рб Петро́вого — один з офіційних символів смт Петрове, районного центру Кіровоградської області. Автори герба: В. Кривенко та К. Шляховий.

## Історія
Герб розроблявся Кіровоградським обласним відділенням Українського геральдичного товариства.
Сучасний герб Петрового було затверджено рішенням XIV сесії Петрівської селищної ради XXIII скликання № 241 від 2 березня 2001 року.

## Опис
| У червоному полі золотий хрест Святого Петра з накладеним у стовп червоним козацьким списом. |
Щит обрамований декоративним картушем і увінчаний срібною міською короною з трьома вежками.

## Пояснення символіки
Хрест, на якому був розіп'ятий Святий Петро, символізує назву селища. Козацький спис нагадує про історію поселення, багато мешканців якого були січовиками.
Червоний колір в гербі позначає мужність та хоробрість мешканців Петрового, що в різні часи своєю збройною боротьбою відстоювали право жити на рідній землі. Золотий колір символізує велич і природні багатства краю; духовність та мудрість пращурів, що була заповідана нащадкам.